# San Rosendo
San Rosendo este un oraș în regiunea Biobío, Chile.